# Permitivitate (electromagnetism)
Permitivitatea electrică (sau constanta dielectrică) este o mărime, notată ε, care indică rezistența opusă la polarizare electrică a unui dielectric. 
Caracterizează proprietățile electrice ale unui mediu și este dată de relația:
{\displaystyle \mathbf {D} =\epsilon \cdot \mathbf {E} ,}
unde:
- E - intensitatea câmpului electric;
- D - inducția electrică.

Unitatea de măsură în SI este farad pe metru.
Într-un mediu izotrop:
{\displaystyle \epsilon =\epsilon _{0}(1+\chi _{e}),}
- χe = susceptibilitatea electrică a mediului;
- ε0 = constanta dielectrică a vidului.

În practică este utilizată o mărime adimensională exprimată prin raportul dintre permitivitatea unui mediu și cea a vidului:
{\displaystyle \epsilon _{r}={\frac {\epsilon }{\epsilon _{0}}},}
numită permitivitate relativă.